# 1 Korpus Kawaleryjski
1 Korpus Kawaleryjski Imperium Rosyjskiego (ros. 1-й кавалерийский корпус) – jeden ze związków operacyjno-taktycznych Imperium Rosyjskiego w czasie I wojny światowej. Rozformowany na początku 1918 r.

## Podporządkowanie
- 12 Armii (od 23 stycznia 1915)
- 1 Armii (od 20 kwietnia 1915)
- 2 Armii (12 sierpnia – 1 września 1915)
- 1 Armii (1 listopada 1915 – 1 maja 1916)
- 5 Armii (21 maja 1916 – grudzień 1917)

## Dowódcy Korpusu
- gen. lejtnant A.W. Nowikow (październik 1914 – styczeń 1915)
- gen. kawalerii W.A. Oranowskij (styczeń 1915 – kwiecień 1917)
- gen. lejtnant książę A.N. Dołgorukow (kwiecień – sierpień 1917)
- gen. lejtnant M.A. Swieczin (od września 1917)